# Президентские выборы в Чили (1831)
Президентские выборы в Чили прошли 2 июня 1831 года по системе выборщиков. 
После победы консерваторов в битве при реке Лиркай, положившей конец Гражданской войне 1829—1830 годов, порядок в стране был восстановлен. Был избран новый Национальный Конгресс. Ограниченное количество граждан избрало выборщиков, которым надлежало избрать президента. Выборы прошли на второй день после начала сессии Конгресса. Президентом был избран Хосе Хоакин Прието, а Диего Порталес Паласуэлос — вице-президентом. В 1933 году в новой Конституции поста вице-президента уже не было.

## Результаты
| Кандидат                  | Голоса | %      |
| Хосе Хоакин Прието        | 207    | 50,00% |
| ------------------------- | ------ | ------ |
| Диего Порталес Паласуэлос | 186    | 44,92% |
| Франсиско Руис-Тагле      | 18     | 4,34%  |
| Амброзио Альдунате        | 2      | 0,48%  |
| Фернандо Эрразуриз        | 1      | 0,24%  |
| Всего                     | 406    | 100%   |